# The Haunted
A The Haunted svéd death/thrash metal együttes. 1996-ban alakultak Göteborgban. Első nagylemezüket 1998-ban jelentették meg. Lemezkiadóik: Century Media Records, Earache Records. Melodikus death metalt, thrash és groove metalt játszanak. Legelső stúdióalbumukat a Terrorizer 1998 legjobb albumai közé válogatta. 

## Tagok
- Patrik Jensen - ritmusgitár (1996-)
- Jonas Björler - basszusgitár (1996-)
- Adrian Erlandsson - dobok (1996-1999, 2013-)
- Marco Aro - ének (1999-2003, 2013-)
- Ola Englund - gitár (2013-)

## Diszkográfia

### Stúdióalbumok
- The Haunted (1998)
- Made Me Do It (2000)
- One Kill Wonder (2003)
- Revolver (2004)
- The Dead Eye (2006)
- Versus (2008)
- Unseen (2011)
- Exit Wounds (2014)
- Strength In Numbers (2017)